# 東京天理教館
株式会社東京天理教館（とうきょうてんりきょうかん）は、日本の不動産会社である。

## 概要
1960年会社設立。1962年東京神田にオフィスビル東京天理教館を開業。 
東京天理教館には天理ギャラリーを併設しており、天理大学附属天理図書館・天理大学附属天理参考館の収蔵品を無料で展示公開している。
1973年には横浜駅西口に横浜市内初の高さ100mを超える超高層ビル 横浜天理ビルを開業。
現在全国5棟のビルを所有および、東京スイミングセンターの運営も行っている。

## 保有ビル
- 東京天理ビル
- 横浜天理ビル
- 本郷天理ビル
- 神田錦町ようきビル
- 福岡ようきビル